# Lizzie Deignan
Elizabeth Mary "Lizzie" Deignan (født Armitstead) (født 18. december 1988) er en engelsk professionel cykelrytter og verdensmester i bane- og landevejscykling. Hun er på kontrakt hos Lidl-Trek. Hun vandt VM i landevejscykling 2015, Commonwealth Games 2010 og 2014 og det britiske mesterksab i landevejscykling i 2011, 2013 og 2015. Deignan er også regerende og dobbelt vinder af den sæson-lange UCI World Cup for kvinder, den samlede vinder af konkurrencen i 2014 og 2015. Under sommer-OL 2012 vandt hun sølv i linjeløbet.

## Privatliv
Lizzie Diegnan (før Armitstead) blev gift med kollegaen, den professionelle landevejsrytter Philip Deignan i Otley den 17. september 2016.